# Naturschutzgebiet Schatthangwald Hohe Liete
Das Naturschutzgebiet Schatthangwald Hohe Liete mit einer Größe von 0,9 ha liegt nordwestlich von Meinkenbracht im Stadtgebiet von Sundern (Sauerland). Das Gebiet wurde 1993 mit dem Landschaftsplan Sundern durch den Kreistag des Hochsauerlandkreises erstmals als Naturschutzgebiet (NSG) mit einer Flächengröße von 0,73 ha ausgewiesen. Bei der Neuaufstellung des Landschaftsplaners Sundern wurde das NSG erneut ausgewiesen und etwas vergrößert. Das NSG ist umgeben vom Landschaftsschutzgebiet Sundern.

## Gebietsbeschreibung
Ahorn-Eschenwald auf einem ostexponierten Mittelhang über dem Linnepetal. Der kleine schluchtwaldartige Bestand weist nur noch wenige Altbäume auf. Bestandsprägend ist der dichte, stellenweise undurchdringliche Jungwuchs aus Ahorn und Eschen sowie weiteren Laubhölzern. Trotz des dichten Gehölzaufkommens ist die Krautschicht artenreich, örtlich durch größere Farnbestände gekennzeichnet. Der Bestand stockt auf einem schotterreichen Ranker und nimmt hier eine wichtige Hangschutzfunktion ein. Der vermutlich autochthone Laubwaldbestand ist von Fichtenwald umgeben. Im Schutzgebiet gibt es ein Vorkommen der Zwiebel-Zahnwurz.

## Schutzzweck
Das NSG soll das Gebiet mit den dortigen Arten schützen. Wie bei allen Naturschutzgebieten in Deutschland wurde in der Schutzausweisung darauf hingewiesen, dass das Gebiet „wegen der Seltenheit, besonderen Eigenart und Schönheit des Gebietes“ zum Naturschutzgebiet wurde.